# Whitney Joins the JAMs
A Whitney Joins the JAMs a The KLF második kislemeze. Önálló kiadványként adták ki, mint KLF Communications. Ismét plágiumgyanús szerzeményről van szó, ezúttal ugyanis Whitney Houston I Wanna Dance with Somebody című számából vágtak ki részleteket. Emellett felhasználták Isaac Hayes Shaft című dalának egyes elemeit is. Mindezt pedig a Mission Impossible témájára keverték rá.
Mivel a lemezt saját terjesztésként forgalmazták, ezért nem készült belőle túl sok, s igazi sikereket sem ért el. Egyoldalas kiadványként került forgalomba, fekete-fehér borítóval. Később a Shag Times című remix-válogatáslemezükön felbukkant ez a szám is.